# Friday Night Lights (Fernsehserie)
Friday Night Lights ist eine US-amerikanische Fernsehserie, die auf dem gleichnamigen Buch und dem gleichnamigen Film basiert. Peter Berg, der Regisseur des Filmes, ist für die Entwicklung der Serie verantwortlich. Die Serie, die insgesamt auf fünf Staffeln kommt, wurde von 2006 bis 2011 auf dem amerikanischen Fernsehsender NBC gezeigt. In Deutschland strahlte TNT Serie Friday Night Lights von 2009 bis 2013 aus.

## Handlung
Dillon ist eine fiktive Kleinstadt in Texas, deren ganzer Stolz das Highschool-Footballteam Dillon Panthers ist, das freitagabends seine Spiele hat. Eric Taylor ist der neue Coach der Dillon Panthers. Teil des Teams ist Star-Quarterback Jason Street. Als dieser im ersten Spiel der Panthers eine Querschnittlähmung davonträgt, spielt der verunsicherte Ersatz-Quarterback Matt Saracen für ihn. Jason Street und seine Freunde müssen daraufhin lernen mit seinem Schicksal umzugehen. Während die Kleinstadt Dillon den Gewinn der Meisterschaft zunächst für unmöglich hält, schaffen Coach Taylor und sein Team es trotz Hindernissen die Meisterschaft zu gewinnen. Coach Taylor nimmt nach Beendigung der Saison einen Job an der TMU in Austin an, kommt jedoch aufgrund seiner Familie nach Dillon zurück und übernimmt wieder seinen alten Posten. Ein neues Talent, J.D. McCoy, ersetzt wenig später Matt Saracen als Quarterback. Als Dillon in West- und East-Dillon aufgeteilt wird, wird Coach Taylor bei den Dillon Panthers abgesetzt. Stattdessen soll er ein neues Team, die East-Dillon Lions coachen, an einer Highschool, die weniger Verständnis für Football aufbringt. Die Mannschaft hat einige gute Spieler, etwa Luke Cafferty, der zuvor bei den Panthers spielte und Vince Howard, der von Coach Taylor als Quarterback aufgebaut wird. Nach mehreren Niederlagen schaffen es die Lions, erste Gewinne einzufahren. Als ihr letztes Spiel der Saison gegen die Dillon Panthers ansteht, können sie auch dieses knapp gewinnen. In der nächsten Saison haben die Lions ernsthafte Chancen auf den Titelgewinn. Ihnen werden dabei jedoch zahlreiche Steine in den Weg gelegt. Vince hat zudem persönliche Probleme, da sein Vater aus dem Gefängnis kommt. Auch im Team gibt es Spannungen, etwa weil Luke als Footballspieler im Schatten von Vince steht. Als Vince egoistische Entscheidungen trifft, verliert das Team seinen Zusammenhalt. Durch das Eingreifen des Coaches gewinnen sie diesen jedoch zurück und können so die Meisterschaft gewinnen. Das Team der East-Dillon Lions wird jedoch aufgelöst, da die Gelder der Stadt nur für ein Team in Dillon, die Dillon Panthers, genügen. Coach Taylor bekommt die Leitung des zusammengesetzten Teams beider Mannschaften angeboten, zieht jedoch stattdessen nach Ende der Saison nach Philadelphia, da seine Frau Tami dort eine Stelle als Dekan erhalten hat. In Philadelphia coacht er ein neues, unerfahrenes Team, das noch viel zu lernen hat.

## Hintergrund
In den USA konnte Friday Night Lights nie ein größeres Publikum gewinnen und stand als Nischenserie kurz vor der Absetzung. Aufgrund des guten Rufs der Serie bei den amerikanischen Kritikern konnte NBC den amerikanischen Pay-TV-Sender DirecTV nach der zweiten Staffel zu einer Kollaboration bewegen, um die Produktion von drei weiteren Staffeln fortzusetzen. Ab der dritten Staffel wurde die Serie deshalb von DirecTV auf dem Sender The 101 Network ausgestrahlt, bevor die Serie auf NBC lief.
Die Serie wurde oft für die tiefgründige Charakterarbeit und ihr realistisches Porträt des Südens Amerikas gelobt. Dies erreicht die Serie unter anderem durch ihren dokumentarischen Stil. Statt ein Stativ zu nutzen, wird die Kamera bewegt gehalten. Dabei wird besonders die Schärfe beziehungsweise Unschärfe als stilistisches Mittel eingesetzt. Die Charaktere werden oft in Großaufnahme gezeigt. In der Serie wird das Geschehen in Dillon rund um die Footballspiele und die Mannschaft zudem oftmals durch einen Radiomoderator kommentiert.

## Besetzung und Synchronisation
Die Fernsehserie wurde in München durch die Berliner Synchron München (bis 2010 als Dubbing Brothers) auf Deutsch synchronisiert.

### Hauptbesetzung
| Rolle                  | Schauspieler      | Folgen | Hauptrolle (Folgen) | Nebenrolle (Folgen) | Dt. Synchronsprecher    |
| ---------------------- | ----------------- | ------ | ------------------- | ------------------- | ----------------------- |
| Coach Eric Taylor      | Kyle Chandler     | 76     | 1.01–5.13           |                     | Marcus Off              |
| Tami Taylor            | Connie Britton    | 76     | 1.01–5.13           |                     | Susanne von Medvey      |
| Julie Taylor           | Aimee Teegarden   | 73     | 1.01–5.13           |                     | Farina Brock            |
| Brian „Smash“ Williams | Gaius Charles     | 41     | 1.01–2.15           | 3.01–3.04           | Stefan Günther          |
| Matt Saracen           | Zach Gilford      | 62     | 1.01–3.13           | 4.01–5.13           | Benedikt Gutjan         |
| Lyla Garrity           | Minka Kelly       | 50     | 1.01–3.13           | 4.05–4.06           | Marieke Oeffinger       |
| Tyra Collette          | Adrianne Palicki  | 50     | 1.01–3.13           | 5.12–5.13           | Maren Rainer            |
| Tim Riggins            | Taylor Kitsch     | 68     | 1.01–4.13           | 5.01,5.10-5.13      | Johannes Raspe          |
| Landry Clarke          | Jesse Plemons     | 59     | 1.01–4.13           | 5.01, 5.13          | Dirk Meyer              |
| Jason Street           | Scott Porter      | 37     | 1.01–2.15           | 3.05–3.08, 5.07     | Patrick Schröder        |
| Vince Howard           | Michael B. Jordan | 26     | 4.01–5.13           |                     | Jan Makino              |
| Luke Cafferty          | Matt Lauria       | 26     | 4.01–5.13           |                     | Max Felder              |
| Jess Merriweather      | Jurnee Smollett   | 25     | 4.01–5.13           |                     | Annina Braunmiller-Jest |
| Becky Sproles          | Madison Burge     | 25     | 4.01–5.13           |                     | Angela Wiederhut        |
| Hastings Ruckle        | Grey Damon        | 13     | 5.01–5.13           |                     |                         |

### Nebendarsteller (Auswahl)
- Derek Phillips als Billy Riggins (59 Folgen, 1x01–5x13)
- Brad Leland als Buddy Garrity (58 Folgen, 1x01–5x13)
- Louanne Stephens als Loraine Saracen (44 Folgen, 1x01–5x13)
- Blue Deckert als Coach Mac Macgill (49 Folgen, 1x02–5x12)
- Kevin Rankin als Herc (20 Folgen, 1x04–3x08)
- Stacey Oristano als Mindy Collette (47 Folgen, 1x07–5x13)
- Daniella Alonso als Carlotta Alonso (10 Folgen, 2x02–2x12)
- Benny Ciaramello als Santiago (11 Folgen, 2x04–2x15)
- Jeremy Sumpter als J.D. McCoy (20 Folgen, 3x01–4x13)
- D. W. Moffett als Joe McCoy (20 Folgen, 3x01–4x13)
- Zach Roerig als Cash (6 Folgen, 3x04–3x13)
- Russell DeGrazier als Coach Stan Traub (26 Folgen, 4x01–5x13)
- Lamarcus Tinke als Dallas Tinker (24 Folgen, 4x01–5x13)
- Alicia Witt als Cheryl Sproles (9 Folgen, 4x01–4x11, 5x13)
- Angela Rawna als Regina Howard (18 Folgen, 4x02–5x13)
- Cress Williams als Ornette Howard (10 Folgen, 5x03–5x13)

## Veröffentlichung
| Staffel | Folgen | Vereinigte Staaten NBC, The 101 Network | Vereinigte Staaten NBC, The 101 Network | Deutschland TNT Serie | Deutschland TNT Serie |
| Staffel | Folgen | Premiere                                | Finale                                  | Premiere              | Finale                |
| ------- | ------ | --------------------------------------- | --------------------------------------- | --------------------- | --------------------- |
| 1       | 22     | 3. Okt. 2006                            | 11. Apr. 2007                           | 29. Jan. 2009         | 12. Juni 2009         |
| 2       | 15     | 6. Okt. 2007                            | 8. Feb. 2008                            | 19. Juni 2009         | 7. Aug. 2009          |
| 3       | 13     | 1. Okt. 2008                            | 10. Apr. 2009                           | 29. Dez. 2010         | 23. März 2011         |
| 4       | 13     | 28. Okt. 2009                           | 10. Feb. 2010                           | 10. Jan. 2012         | 3. Apr. 2012          |
| 5       | 13     | 27. Okt. 2010                           | 9. Feb. 2011                            | 11. Dez. 2012         | 22. Jan. 2013         |

In den USA veröffentlichte Universal Pictures die DVDs zu den Staffeln. In Deutschland werden laut Universal Pictures Germany die DVDs zur Serie erst nach einer Ausstrahlung im Free-TV erscheinen. Bisher hat sich jedoch noch kein deutscher Free-TV-Sender gefunden, der Friday Night Lights ausstrahlen wird.
Die deutsche DVD-Veröffentlichung gibt es ab 11. März 2016 vom Turbine Classics Studio.

## Auszeichnungen
Friday Night Lights gewann 2007 einen Emmy-Award für das beste Casting einer Dramaserie. Neben weiteren Emmy-Nominierungen, vor allem für das Casting, gewann die Serie 2011 einen Emmy für das beste Drehbuch einer Folge sowie mit Kyle Chandler den Emmy für den besten männlichen Darsteller einer Dramaserie. Vom American Film Institute wurde die Serie 2006, 2007 und 2009 zum Fernseh-Programm des Jahres ernannt. Die Serie erhielt von den American Cinema Editors für den Schnitt des Pilots einen Eddie Award, sowie zwei weitere Nominierungen. Friday Night Lights erhielt eine Vielzahl weiterer Nominierungen und Preise.